# Outlast 2
Outlast 2 – gra komputerowa z gatunku survival horror przedstawiona w perspektywie pierwszoosobowej (FPP), stworzona i wydana przez kanadyjskie studio Red Barrels 25 kwietnia 2017. Jest kontynuacją gry Outlast z 2013.
O tym, że gra jest w przygotowaniu, poinformował 23 października 2014 Philippe Morin. Podobnie jak Outlast, działa na silniku Unreal Engine 3.

## Fabuła
Gracz przejmuje kontrolę nad Blakiem Langermannem, pracującym wraz z żoną, Lynn, nad tajemniczą sprawą śmierci ciężarnej kobiety Jane Doe. Nie wiadomo, czy kobieta popełniła samobójstwo, czy padła ofiarą morderstwa. Helikopter, na pokładzie którego podróżowała para rozbija się, a małżonkowie rozdzielają się. Dalsza akcja rozgrywa się w regionie Supai w stanie Arizona, na pustyni Sonora. Podczas lotu bohater ma sen o Jessice – dziewczynie, z którą uczęszczał do klasy czwartej. Popełniła ona samobójstwo; wizje z tym związane dalej gnębią bohatera.
Po katastrofie bohater znajduje się w pobliżu wioski zamieszkanej przez wrogich kultystów wierzących w nadchodzący koniec świata. Zadaniem gracza jest odnalezienie żony bohatera i ucieczka z nieprzyjaznej Blake'owi okolicy. Ponadto podczas gry bohater doznaje retrospekcyjnych wizji ze swojej traumatycznej przeszłości. W pewnym momencie gry Blake odnajduje Lynn, jednak odmawia ona opowiedzenia, co się stało. Prorok Knoth zapowiada, że Lynn urodzi dziecko, które będzie antychrystem. Zarządza więc, by wyznawcy (nazywającymi siebie Christians, jednak ich wiara nie ma nic wspólnego z chrześcijaństwem) znaleźli i zabili ją. Małżeństwo ucieka. W pewnym momencie kultyści napotykają heretyków, dochodzi do starcia, a małżeństwo ponownie rozdziela się. Blake trafia do ciemnego lasu i kontynuuje swoją podróż przez ziemie kultystów. Ponownie spotyka się z żoną; ta umiera krótko po urodzeniu dziecka, które Blake trzyma na rękach. Gdy budzi się, prorok Knoth siedzi obok niego. Poleca Blake'owi, by ten rozdeptał czaszkę dziecka i poderżnął mu gardło. Prorok w późniejszej części gry umiera, znikają także kultyści i heretycy; dziecku nie dzieje się krzywda. Pod koniec gry Blake ze swoim dzieckiem udają się na plac. Blake doznaje wizji, w której widzi dziewczynę z posiniaczoną szyją – jest to Jessica. Odmawia modlitwę, po czym gra się kończy. Zakończenie jest otwarte – nie wiadomo, co stało się z Blakiem i jego dzieckiem.

## Rozgrywka i mechanika
W kwestii rozgrywki i mechaniki Outlast 2 nie różni się zbytnio od swojego poprzednika. Gra jest przedstawiona z perspektywy pierwszej osoby, bohater jest bezbronny. Tak jak w Outlaście, skazany jest na chowanie się i ucieczkę. W przeciwieństwie do „jedynki”, rozgrywka Outlast 2 odbywa się głównie na terenach otwartych. Podobnie jak w części pierwszej bohater wyposażony jest w kamerę, ma ona jednak bardziej rozbudowane funkcje. Oprócz noktowizora wyposażona jest także w funkcję zbliżania i dwa mikrofony, dzięki którym bohater jest w stanie wykryć przeciwnika będącego np. za ścianą. Wrogowie są bardziej zróżnicowani, niż w pierwszej części gry.

## Odbiór
Outlast 2 spotkał się z pozytywnymi opiniami recenzentów uzyskując według agregatora Metacritic średnią z ocen wynoszącą 77 na 100 punktów (z 44 opinii). Wymieniane przez recenzentów zalety to między innymi:
- dobra grafika[1][7], lepsza względem Outlasta[1],
- związek fabuły z Outlastem oraz DLC Whistleblower[1] oraz jej ciekawość i sposób narracji[6]. Część fabuły gracz poznaje poprzez zbieranie różnych przedmiotów, łącznie do zebrania jest 55 dokumentów i 50 nagrań video[5],
- interesujące, dobrze zaprojektowane otoczenie[1][7][6],
- brak tabu, nawet jak na ten gatunek gier[1],
- umiejętnie zaprojektowana rozgrywka wykorzystująca podstawowe emocje i odruchy gracza[1],
- dobrze wykonana sztuczna inteligencja przeciwników[6][3].

Jako wady wymieniano:
- monotonność rozgrywki, opartej podobnie jak w Outlaście głównie na ucieczce i wymienianiu baterii w kamerze[6][10],
- zbyt szybkie rozpoczęcie akcji gry[7],
- nadmierne epatowanie gore i przemocą[1],
- rozczarowujące zakończenie[1] (w innej recenzji zostało określone jako „głębokie” i uznane za zaletę[8]),
- momentami nudne, oskryptowane, niewywołujące szczególnych emocji ucieczki[7][8].